# Яковлівка (Харківський район)
Я́ковлівка — село в Україні, у Мереф'янській громаді Харківського району Харківської області. Населення становить 804 осіб. Колишній орган місцевого самоврядування — Яковлівська сільська рада.

## Географія
Село Яковлівка знаходиться на відстані 1,5 км від річки Ржавчик (лівий берег). По селу протікає пересихає струмок з кількома невеликими загатами. На відстані 1 км розташоване село Олександрівка, за 5 км — місто Мерефа. До села примикають кілька лісових масивів (дуб)

## Історія
В околицях села виявлено скіфське городище IV—III ст. до нашої ери.
Орієнтовна дата утворення Яковлівки — 1773 рік.

Яковлівка на мапі 1783 року

Внаслідок нальоту російської авіації в ніч проти 3 березня село було повністю знищене. Із 45-ти усіх будинків 21 зруйновано повністю, а 24 сильно пошкоджені.

## Сьогодення
За теперішнього часу село газифіковано і телефонізовано, має водогінну мережу. У ньому діють: дитячий садок, загальноосвітня школа І-ІІІ ступенів, клуб, бібліотека, поштове відділення, амбулаторія сімейної медицини, два магазини. Створено музей села Яковлівки. Споруджено Меморіал слави на честь воїнів 7-ї гвардійської армії, Героя Радянського Союзу С. П. Зоріна та земляків, які загинули на фронтах Другої світової війни.
Жителі села займаються веденням особистих підсобних господарств. Більшість людей працездатного віку зайняті на підприємствах Харкова і Мерефи, з якими налагоджено автобусне сполучення.
На початку 2022 року в Яковлівці проживало 600 осіб, працювали школа, дитячий садок, клуб, амбулаторія та два магазини.
3 березня 2022 року російські окупаційні сили бомбардували Яковлівку; щонайменше три людини загинули, також 8 осіб отримали поранення

## Релігія
В селі розташований дерев'яний храм святого праведного Богоприємця Симеона і Пророчиці Анни, побудований у 2007 році. Настоятелем храму є ієрей Філіп Артурович Гертер.
Офіційно православна громада в Яковлівці була зареєстрована 20 липня 2004 року.

## Відомі люди
Яковлівка — мала батьківщина Героя Радянського Союзу генерал-майора Сергія Михайловича Остащенка.